# Camisia spinifer
Camisia spinifer är en kvalsterart som först beskrevs av Koch 1835.  Camisia spinifer ingår i släktet Camisia och familjen Camisiidae. Arten är reproducerande i Sverige. Inga underarter finns listade.